# Jeu-les-Bois
Jeu-les-Bois település Franciaországban, Indre megyében. Lakosainak száma 405 fő (2022. január 1.). Jeu-les-Bois Ardentes, Arthon, Buxières-d’Aillac, Lys-Saint-Georges, Mers-sur-Indre és Le Poinçonnet községekkel határos.

## Népesség
A település népességének változása:
| Lakosok száma | 343  | 290  | 335  | 359  | 379  | 389  | 394  | 405  | 408  | 405  |
|               | 1968 | 1982 | 1990 | 2006 | 2013 | 2015 | 2017 | 2019 | 2020 | 2022 |